# Futbol Club Barcelona Bàsquet 2002-2003
Questa voce raccoglie le informazioni riguardanti il Futbol Club Barcelona Bàsquet nelle competizioni ufficiali della stagione 2002-2003.

## Stagione
La stagione 2002-2003 del Futbol Club Barcelona Bàsquet è la 45ª nel massimo campionato spagnolo di pallacanestro, la Liga ACB.

## Roster
Aggiornato al 14 luglio 2018.
| Winterthur FC Barcelona 2002-03 | Winterthur FC Barcelona 2002-03 |
| Giocatori                       | Staff tecnico                   |
| ------------------------------- | ------------------------------- |

| N. | Naz.                                    | Ruolo | Nome                     | Anno | Alt.   | Peso   |  |
| -- | --------------------------------------- | ----- | ------------------------ | ---- | ------ | ------ |  |
| 5  | Spagna (bandiera)                       | P     | Nacho Rodríguez          | 1970 | 186 cm | 84 kg  |  |
| 6  | Spagna (bandiera)                       | C     | Alfons Alzamora          | 1979 | 206 cm | 107 kg |  |
| 7  | Slovenia (bandiera) · Italia (bandiera) | AG    | Gregor Fučka             | 1971 | 215 cm | 98 kg  |  |
| 8  | Germania (bandiera)                     | C     | Patrick Femerling        | 1975 | 215 cm | 116 kg |  |
| 9  | Spagna (bandiera)                       | A     | César Bravo              | 1981 | 200 cm |        |  |
| 10 | Jugoslavia (bandiera)                   | AP    | Dejan Bodiroga           | 1973 | 205 cm | 110 kg |  |
| 11 | Spagna (bandiera)                       | G     | Juan Carlos Navarro      | 1980 | 192 cm | 82 kg  |  |
| 12 | Spagna (bandiera)                       | C     | Roberto Dueñas           | 1975 | 221 cm | 141 kg |  |
| 13 | Lituania (bandiera)                     | P     | Šarūnas Jasikevičius     | 1976 | 193 cm | 92 kg  |  |
| 14 | Spagna (bandiera)                       | AP    | Rodrigo de la Fuente (C) | 1976 | 200 cm | 99 kg  |  |
| 16 | Brasile (bandiera)                      | AC    | Anderson Varejão         | 1982 | 208 cm | 120 kg |  |
| 17 | Spagna (bandiera)                       | AG    | Nacho Martín             | 1983 | 202 cm | 101 kg |  |
| 18 | Paesi Bassi (bandiera)                  | C     | Remon van de Hare        | 1982 | 220 cm | 140 kg |  |
| 19 | Spagna (bandiera)                       | P     | Víctor Sada              | 1984 | 192 cm | 90 kg  |  |

| Allenatore                                                                  |
| - Svetislav Pešić                                                           |
| Assistente/i                                                                |
| - Josep Maria Berrocal Legenda - (C) Capitano - (IN) Inattivo - Infortunato |

## Mercato

### Sessione estiva
| Acquisti | Acquisti          | Acquisti          | Acquisti   | Acquisti |
| R.a      | Nome              | da                | Modalità   |          |
| -------- | ----------------- | ----------------- | ---------- | -------- |
| AG       | Gregor Fučka      | Fortitudo Bologna | definitivo |          |
| AP       | Dejan Bodiroga    | Panathīnaïkos     | definitivo |          |
| C        | Patrick Femerling | Olympiakos        | definitivo |          |

| Cessioni | Cessioni           | Cessioni           | Cessioni       | Cessioni |
| R.       | Nome               | a                  | Modalità       |          |
| -------- | ------------------ | ------------------ | -------------- | -------- |
| AP       | Artūras Karnišovas |                    | ritirato       |          |
| AG       | Ademola Okulaja    | Málaga             | fine contratto |          |
| AG       | Nikos Oikonomou    | Olympia Larissa    | fine contratto |          |
| C        | Euthymīs Rentzias  | Philadelphia 76ers | fine contratto |          |
| AP       | Alain Digbeu       | Real Madrid        | fine contratto |          |
| C        | Andrea Camata      | Pall. Trieste      | fine contratto |          |
| G        | Jordi Grimau       | Lleida             | fine contratto |          |